# Шаренков, Николай Иванович
Николай Иванович Шаренков (в некоторых наградных документах — Ширенков или Шеренков; 26 ноября 1921, деревня Хмельники, Переславский уезд, Владимирская губерния — 2 апреля 1998, город Хотьково, Сергиево-Посадский район, Московская область) — старший сержант Красной армии, участник Великой Отечественной войны, полный кавалер ордена Славы.

## Биография
Родился 26 ноября 1921 года в деревне Хмельники (ныне в городском округе Переславль-Залесский, Ярославская область) в крестьянской семье. После окончания 7 классов средней школы устроился работать мастером лесного дела на торфопредприятии. В Красной Армии с марта 1943 года (по другим данным, с марта 1942 года). В действующей армии с апреля 1943 (по другим данным, с августа того же года). В 1944 году вступил в ВКП(б).
В период боёв за Витебскую область с октября 1943 года по апрель 1944 года Николай Шаренков и его расчёт подавили миномёт, противотанковое орудие и 10 пулемётных точек. Также рассеял и уничтожил более одного взвода вражеской пехоты. 14 мая Николай Шаренков был награждён орденом Славы 3-й степени.
Во время освобождения Белоруссии в июле 1944 года со своим миномётным расчётом уничтожил приблизительно взвод вражеской пехоты и подавил две пулемётные точки. Во время освобождения населённого пункта Богатцевен (Польша), во время отражения двух контратак противника, расчёт Шаренкова подавил 3 пулемётные точки противника. После того, как командир батареи был ранен, Шаренков заменил его, после чего отбил ещё две контратаки врага. В последующем 152-й укрепрайон, в котором служил Шаренков, был включён в состав 3-й армии. В ходе боёв в Восточной Пруссии в феврале 1945 года расчёт старшего сержанта Шаренкова уничтожил приблизительно 15 военнослужащих противника и 2 пулемётные точки. Приказом от 21 марта 1945 года по войскам 31-й армии и 3-й армии Николай Иванович Шаренков был награждён двумя орденами Славы 2-й степени. Демобилизовался в мае 1946 года.
После демобилизации вернулся в родные края, где устроился работать начальником отдела кадров на торфопредприятие. В 1973 году переехал в город Хотьково (ныне Сергиево-Посадский район, Московская область), где работал мастером на Хотьковском карьероуправлении. 5 февраля 1985 года второй орден Славы 2-й степени, полученный Шаренковым в 1945 году, был заменён на орден Славы 1-й степени.
Умер 2 апреля 1998 года, похоронен в Хотькове на Горбуновском кладбище. В декабре 2020 года в честь Шаренкова назван проезд в Хотькове.

## Награды
- Орден Отечественной войны 1-й степени (11 марта 1985)[1][4];
- Орден Славы 1-й степени (5 февраля 1985 — № 2111)[1];
- 2 ордена Славы 2-й степени (21 марта 1945 — № 12536 и 21 марта 1945 — перенаграждён)[1];
- Орден Славы 3-й степени (14 мая 1944 — № 38190)[1][5];
- Орден Красной Звезды[1];
- ряд медалей[1][2].